# Ераст Пармасто
Ера́ст Пармасто (ест. Erast Parmasto; 23 жовтня 1928, Нимме, Естонія — 24 квітня 2012) — естонський міколог, академік Академії наук Естонії, професор Тартуського університету (1980), Заслужений діяч науки Естонської РСР, кавалер ордену «Знак Пошани» (1978). Також відомий як природоохоронець і популяризатор науки. У виданнях радянської доби може фігурувати як Ераст Хансович Пармасто.

## Життєпис
Ераст Пармасто народився 23 жовтня 1928 року в Нимме поблизу Таллінна (нині цей населений пункт увійшов до естонської столиці). В 1947 році поступив на біологічний факультет Тартуського університету, який закінчив 1952 року. Ще під час навчання в університеті почав працювати в Інституті зоології і ботаніки Академії наук Естонської РСР. Після отримання диплома про вищу освіту залишився в альма-матер, де з 1953 року читав курс мікології (з перервами). Однак з першим місцем роботи остаточно не порвав: у 1973, а також в період з 1981 по 1991 рік Ераст Пармасто працював в інституті завідувачем лабораторії мікології, а з 1985 по 1990 рік очолював його як директор.
Паралельно розвивав успішну наукову кар'єру: у 1956 році Ераст Пармасто отримав кандидатський ступінь, у 1969 — ступінь доктора біологічних наук. 1973 року став членом Виконавчого комітету Міжнародної мікологічної асоціації, у 1977—1983 роках обіймав у ній посаду віце-президента. Одночасно, з 1973 по 1981 рік, виконував обов'язки академік-секретаря Відділення хімічних, геологічних і біологічних наук Естонської академії наук, був членом її президіуму. Наприкінці трудової кар'єри (1987—1995 роках) викладав у Тартуському університеті, в якому отримав звання професора кафедри ботаніки та екології (1980). Крім того, він працював в старшим науковим співробітником Інституту сільського господарства і довкілля Естонського університету природничих наук, науковим співробітником Природничого музею Тартуського університету, був членом Наукової ради при Президенті Естонії (1995—2001). Під його керівництвом захищено 16 наукових дисертацій.
Протягом усього життя Ераст Пармасто приділяв увагу прикладним задачам природоохоронної справи, був активним популяризатором науки. Будучи молодим науковцем долучився до справи відновлення журналу «Eesti Loodus» («Природа Естонії»), редактором якого пропрацював з 1957 по 1961 рік. У 1973—1976 роках був головою Естонського товариства натуралістів, а в 1988 році нагороджений званням його почесного члена. Він також входив до редакційної колегії журналу «Новини АН Естонскої РСР. Біология», був членом бюро Міжвідомчої комісії з Червоної книги СРСР.
Колом його наукових інтересів була філогенія грибів, а з 1985 року — також і мікофлора тропічних регіонів. Ераст Пармасто зробив значний внесок у дослідження грибів В'єтнаму, приділяючи увагу видам, що руйнують деревину. Він є першовідкривачем декількох таксонів, в біномінальній номенклатурі їх позначають ім'ям Parmasto. Крім того, Ераст Пармасто займався пошуком і дослідженням грибів, придатних для промислового виробництва білків.
За участі цього науковця видано ряд академічних визначників грибів. Його перу належать близько 200 наукових і 100 науково-популярних статей. Науково-популярні публікації він зазвичай підписував псевдонімом Seenevana (Грибар), під яким був добре заний в країні. В Естонії за його ініціативи створений єдиний в країні спеціалізований Лійва-Путласький заповідник з охорони грибів. На честь Ераста Пармасто названо цілий ряд біологічних таксонів. За наукові досягнення науковець ще за життя був відзначений багатьма нагородами, почесними званнями і преміями (див. нижче).
Ераст Пармасто був двічі одружений. Від першого шлюбу він мав дочок Анне і Тііну, а також сина Мадіса. Анне Пармасто стала відомою художницею. Вдруге Пармасто одружився зі своєю колегою Ілмі Пармасто (до шлюбу Маасік). Від цього шлюбу мав дочку Міріам і сина Індрека.
Науковець пішов з життя 24 квітня 2012 року.

## Визнання
- 1976 — медаль Карла Ернста фон Баєра
- 1978 — орден «Знак Пошани»
- 1982 — Державна премія Естонскої РСР
- 1985 — Заслужений діяч науки Естонскої РСР
- 1988 — почесний член Естонського товариства натуралістів
- 1993 — почесний член Американского товариства мікологів
- 1994 — Наукова премія Естонської Республіки[4]
- 1995 г. — почесний член Польського ботанічного товариства
- 1998 г. — орден Білої зірки III ступеню[6]
- 2002 — Премія за наукові дослідження Естонської Республіки[4]
- 2003 — Почесний громадянин міста Тарту і кавалер Тартуської Великої Зірки
- 2008 — Природоохоронна премія Еріка Кумарі

## Наукові праці
- Исследования природы Дальнего Востока / под ред. Э. Х. Пармасто. — Таллин, 1963. — 308 с.(рос.)
- Проблем изучения грибов и лишайников / под ред. Э. Пармасто. — Тарту, 1965. — 217 с.(рос.)
- Пармасто Э. Х. Определитель рогатиковых грибов СССР. Сем. Clavariaceae. — М.—Л., 1965. — 164 с.(рос.)
- Пармасто Э. Конспект системы кортициевых грибов. — Тарту, 1968. — 261 с.(рос.)
- Пармасто Э. Лахнокладиевые грибы Советского Союза. — Тарту, 1971. — 167 с.(рос.)
- Живая природа Дальнего Востока / под ред. Э. Х. Пармасто. — Таллин, 1971. — 240 с.(рос.)
- Järva L.; Parmasto E. Eesti seente koondnimestik. — Tartu, 1980. — 329 p.(ест.)
- Проблемы рода и вида у грибов / под ред. Э. Пармасто. — Таллин, 1986. — 194 с.(рос.)
- Бондарцева М. А., Пармасто Э. Х. Определитель грибов СССР. Вып. 1. Семейства гименохетовые, лахнокладиевые, кониофоровые, щелелистниковые / под ред. М. В. Горленко. — Л., 1986. — 191 с.(рос.)
- Parmasto E. Danh mục bước đầu các loài ná̂m Aphyllophorales và Polyporaceae s. str. Việt Nam. — Tan-lin, 1986. — 88 p.(в'єтн.)
- Parmasto E., Parmasto I. Variation of basidiospores in the Hymenomycetes and its significance to their taxonomy. — Berlin, 1987. — 168 p. — ISBN 3-443-59016-0. (англ.)
- Parmasto E. Hymenochaetoid fungi (Basidiomycota) of North America // Mycotaxon. — 2001. — Vol. 79. — P. 107—176.(англ.)
- Parmasto E. Pore fungi. — Tartu, 2004. — 224 p. — ISBN 9985-50-380-5.(англ.)
- Parmasto E. Ühe seenevana seenelood. — Tallinn, 2005. — 255 p. — ISBN 9985-3-1142-6.(ест.)
- Parmasto E. Eesti humanitaar- ja loodusteaduslikud kogud. — Tartu, 2008. — 239 p. — ISBN 9949-11-994-4.(ест.)
- Parmasto E. Ühe seenevana elupäevad. — Tartu, 2009. — 359 p. — ISBN 9985-77-357-8.(ест.)[4]

## Таксони, названі на честь Ераста Пармасто
- Erastia Niemelä & Kinnunen, 2005
- Parmastomyces Kotl. & Pouzar, 1964 [= Sarcoporia P.Karst., 1894]
- Amylodontia parmastoi Nikol., 1967 [≡ Dentipellis parmastoi (Nikol.) Stalpers, 1996]
- Haplotrichum parmastoi G.Langer, 1998
- Hymenochaete parmastoi S.H.He & Hai J.Li, 2013
- Hyphodontia erastii Saaren. & Kotir., 2000
- Hypocrea parmastoi Overton, 2006
- Phanerochaete parmastoi Sheng H.Wu, 1990
- Tomentella parmastoana Suvi & Kõljalg, 2009
- Vararia parmastoi Boidin & Lanq., 1984
- Vuilleminia erastii Ghobad-Nejhad, 2012